# Чељабински метеорит
Удар метеорита у Чељабинску је астрономски догађај који је задесио источни део Русије у околини града Чељабинска. Више делова метеороида, распало се на висини од 30-так km изнад Земље у јутарњим часовима 15. фебруара 2013. године. При уласку у атмосферу кретао се брзином од 15-18 км/с, што је приближно 55.000 до 65.000 км/ч. Пречник тела био је око 17 метара, а маса око 10.000 тона. Ослобођена енергија износила је близу 500 килотона ТНТ-а. и што је еквивалентно енергији 20-30 атомских бомби бачених на Хирошиму и Нагасаки.
Као последица ударног звучног таласа насталог услед надзвучне брзине кретања метеорита, повређено је око 1.200 људи, оштећено је 3.000 објеката, од којих 34 болнице и 361 образовна установа. Процењена штета износи око 3,34 милиона долара.

## Догађај
Локално становништво је у јутарњим часовима запазило изузетно сјајан болид на небу изнад Чељабинске и Свердловске области. Повређено је око 720 људи, углавном од крхкотина стакла које је попуцало од силине ударног звучног таласа. Оштећено је неколико објеката од којих и фабрика цинка, где се урушио један зид и кров. У Чељабинску је оштећена и школа, а повређено је и двадесеторо деце.
Метеороид је при улазу у атмосферу био тежак око десет хиљада тона, а затим се распао изнад Урала и Чељабинске области. Претпоставља се да је више метеорита преживело лет кроз атмосферу и пало на површину, а кратери су уочени на неколико локација, међу којима и у језеру у близини Чебракуља. Приступ областима у којима су пали метеорити је затворила Руска армија. Руске власти су упутиле око 20.000 људи као помоћ становништву у погођеној области.
Руски истраживачи и научници пронашли су остатке метеорита код језера Чебаркуљ, величине око неколико центиметара. Основу састава чине гвожђе и сулифити.